# Steve Pasek
Steve Pasek (* 7. Mai 1975 in Bad Mergentheim) ist ein deutscher Ägyptologe, Demotist und Althistoriker.

## Leben
Steve Pasek studierte an der Julius-Maximilians-Universität Würzburg Geschichte, Ägyptologie, Griechische und Lateinische Philologie, Altorientalistik, Indogermanistik, Katholische Theologie und Indologie. Diese Studien führten 2002 zu einem Magister Artium in Alter Geschichte, Ägyptologie und Griechischer Philologie an der Universität Würzburg mit der Magisterarbeit Griechenland und Ägypten von 404 bis 331 v. Chr. Ab 2002 arbeitete er im Rahmen des Graduiertenkollegs Wahrnehmung der Geschlechterdifferenz in religiösen Symbolsystemen der Universität Würzburg an der Dissertation Hawara. Eine ägyptische Siedlung in hellenistischer Zeit. Die Promotion erfolgte 2005 im Fach Ägyptologie bei Karl-Theodor Zauzich. Im Jahre 2012 wurde er an der Philipps-Universität Marburg bei Hans-Joachim Drexhage mit der Dissertation Das Fünfkaiserjahr (193/194 n. Chr.) auch im Fach Alte Geschichte promoviert.
Von 2009 bis 2012 war Steve Pasek als Wissenschaftlicher Mitarbeiter am Lehrstuhl für Exegese des Neuen Testaments im Institut für Katholische Theologie der Universität Vechta tätig. Im Sommersemester 2010 war er zudem Lehrbeauftragter in Alter Geschichte am Historischen Seminar der Universität Osnabrück. Während des Sommersemesters 2011 und des Wintersemesters 2011/2012 hatte er einen Lehrauftrag für Alte Geschichte an der Abteilung für Kultur- und Landesgeschichte der Universität Vechta.
Zum Wintersemester 2013/2014 nahm Pasek ein Lehramtsstudium an der Eberhard Karls Universität Tübingen auf. In den Jahren 2015 und 2016 legte er dort die Wissenschaftliche Staatsprüfung für das Lehramt an Gymnasien ab. Am selben Ort erwarb er 2015 das Zertifikat Philosophikum. 2020 erwarb er den Master of Arts in Indogermanistik an der Friedrich-Schiller-Universität Jena.
Seit dem Schuljahr 2016/2017 ist Pasek an wechselnden Schulen als Lehrer tätig.

## Schriften (Auswahl)
- Hawara. Eine ägyptische Siedlung in hellenistischer Zeit. 2 Bände. Frank & Timme, Berlin 2007, ISBN 978-3-86596-092-4, OCLC 213848248
- Griechenland und Ägypten im Kontexte der vorderorientalischen Großmächte. Die Kontakte zwischen dem Pharaonenreich und der Ägäis vom 7. bis zum 4. Jahrhundert vor Christus. Meidenbauer, München 2011, ISBN 978-3-89975-744-6, OCLC 746236912
- Demotische und griechische Urkunden aus Hawara in Übersetzung (= Mathemata Demotika. Bd. 1, hrsg. von Steve Pasek). Shaker Verlag, Aachen 2012, ISBN 978-3-8440-1049-7, OCLC 812181805
- Die wirtschaftlichen Grundlagen der Gottessiegler und Balsamierer zu Hawara. Der ökonomische Hintergrund eines priesterlichen Milieus im ägyptischen Fajum der Spätzeit und der hellenistischen Zeit. AVM, München 2012, ISBN 978-3-86924-364-1, OCLC 825743023
- Coniuratio ad principem occidendum faciendumque. Der erfolgreiche Staatsstreich gegen Commodus und die Regentschaft des Helvius Pertinax (192/193 n. Chr.). Beiträge zur Geschichte, AVM, München 2013, ISBN 978-3-86924-405-1, OCLC 828799246
- Imperator Caesar Didius Iulianus Augustus. Seine Regentschaft und die Usurpationen der Provinzstatthalter (193 n. Chr.). Beiträge zur Geschichte, AVM, München 2013, ISBN 978-3-86924-515-7, OCLC 861584042
- Bellum civile inter principes. Der Bürgerkrieg zwischen Septimius Severus und Pescennius Niger (193/194 n. Chr.). Beiträge zur Geschichte, AVM, München 2014, ISBN 978-3-86924-586-7, OCLC 878644310
- EPIKOROI. Die hellenischen Söldner zu Abydos. Beiträge zur Geschichte, AVM, München 2014, ISBN 978-3-86924-616-1, OCLC 896816532
- Der Wohnraum und die Gräber der Gottessiegler und Balsamierer zu Hawara. Die Beschaffenheit und Zuordnung der Immobilien im Besitz eines priesterlichen Milieus im ägyptischen Fajum der hellenistischen Zeit. Beiträge zur Geschichte, AVM, München 2015, ISBN 978-3-86924-958-2, OCLC 922558599
- Pharao Amyrtaios und die Mittelmeerwelt: Die Beziehungen zwischen Ägypten, den Griechen und dem Achaimenidenreich im ausgehenden 5. und beginnenden 4. Jh. v. Chr. Beiträge zur Geschichte, AVM, München 2016, ISBN 978-3-86924-977-3, OCLC 944399114
- Griechen in Ägypten während der Saitenzeit. Hellenische Söldner und Händler in Ägypten während des 7. und 6. Jh. v. Chr. Verlag Dr. Köster, Berlin 2018, ISBN 3-89574-943-5
- Die Notare zu Hawara in der Spätzeit und der hellenistischen Zeit. Die einheimischen und griechischen Schreiber einer Siedlung im ägyptischen Fajum vom 4. bis 1. Jh. v. Chr. Verlag Dr. Köster, Berlin 2018, ISBN 3-89574-952-4
- Das Münzwesen im vorhellenistischen Ägypten. Griechische und einheimische Münzen und ihre Verwendung im Ägypten des 7. bis 4. Jh. v. Chr. Verlag Dr. Köster, Berlin 2019, ISBN 978-3-89574-963-6
- Die heiligen Tiere zu Hawara während der Spätzeit und der hellenistischen Zeit. Ihre Verehrung und ihre Kultdiener in einer ägyptischen Siedlung im Fajum vom 4. bis 1. Jh. v. Chr. Verlag Dr. Köster, Berlin 2020, ISBN 978-3-89574-984-1.